# Partido Radical Socialista Democrático
El Partido Radical Socialista Democrático (PRSD) fue un partido político chileno existente entre 1987 y 1990. Agrupaba a radicales cercanos a la izquierda política, que se separaron del tronco central del Partido Radical (PR). 
Su símbolo consistía en el mapa de América del Sur convertido en una mano empuñando una rosa roja.

## Historia
En abril de 1987, dos de los líderes del ala izquierdista del PR, Anselmo Sule y Aníbal Palma, se reunieron en Mendoza e instaron a Enrique Silva Cimma, presidente del radicalismo, a abandonar la Alianza Democrática por considerarla "inoperante y excluyente" respecto de los movimientos de izquierda, mancomunados en el Movimiento Democrático Popular. Al no obtener respuesta positiva, los opositores a Silva Cimma celebraron una convención paralela el 1 de mayo, eligiendo como presidente a Luis Fernando Luengo y reclamando para sí mismos la conducción del partido y la representación auténtica del ideario radical.
Ambas facciones disputaron la denominación del partido al momento de su inscripción ante el Servicio Electoral, ante la cual dicho organismo y el Tribunal Calificador de Elecciones de Chile fallaron el 16 de marzo a favor de la de Silva Cimma, por lo que los seguidores de Luengo adoptaron el nombre de Partido Radical Socialista Democrático.
Entre sus dirigentes y militantes se encontraban Alejandro Ríos Valdivia, Armando Lobos Barrientos, Ana Eugenia Ugalde Arias, Esteban Leyton Soto, Humberto Martones Morales, Ramón Moya Lasalle, Jorge Tapia Valdés y los hermanos Edgardo y Humberto Enríquez Frödden. El 2 de julio de 1989 Hugo Miranda Ramírez fue elegido presidente del partido y en esa misma ocasión proclamaron a Patricio Aylwin como su candidato para la elección presidencial.
Fue uno de los principales partidos de la oposición a la dictadura militar de Pinochet e integró las coaliciones de Izquierda Unida y luego en la Concertación de Partidos por el No, apoyó la opción NO en el plebiscito de 1988. Al año siguiente, en 1989, para las elecciones apoyó la candidatura de Patricio Aylwin e integró el pacto Unidad para la Democracia junto al Partido Amplio de Izquierda Socialista, en la que presentó dos candidaturas a diputado, donde obtuvo el 0,02% de los votos y no ganó ningún escaño. También presentó a Aníbal Palma en Tarapacá y Anselmo Sule en la Región de O'Higgins como candidatos a senadores independientes en la lista de la Concertación de Partidos por la Democracia. Sule resultó elegido tras doblar junto con su compañero de lista, el demócrata-cristiano Nicolás Díaz Sánchez.
El 9 de mayo de 1990 se disolvió y sus militantes se integraron finalmente en las filas del Partido Radical.

## Directiva
La directiva del PRSD, al momento de su fundación, se encontraba compuesta por:
- Presidente: Luis Fernando Luengo
- Vicepresidentes: Aníbal Palma, Guillermo Arenas, Lautaro Ojeda, Alejandro Ríos Valdivia
- Secretario general: Nolberto Requena
- Subsecretario general: Sergio Wartenberg
- Tesorero: Marcial Mora Wackenhut
- Tribunal Supremo: Jorge Mario Quinzio Figueiredo (presidente), Zoran Sfeir Marinovic, Mario Ramírez Dorta

## Resultados electorales

### Parlamentarias
| Elección | Diputados | Diputados       | Diputados | Senadores    | Senadores    | Senadores |
| Elección | Votos     | % de votos      | Escaños   | Votos        | % de votos   | Escaños   |
| -------- | --------- | --------------- | --------- | ------------ | ------------ | --------- |
| 1989     | 1330      | \| \| 0,02 % \| | 0/120     | No participó | No participó | 1/38      |
|          | 0,02 %    |                 |           |              |              |           |